# Магнезит
Магнезит — мінерал, карбонат магнію острівної будови. Утворює дві серії, з гаспеїтом і з сидеритом.

## Етимологія та історія
Мінерал вперше виявив 1803 року Д. Мітчел у Моравії та описаний німецьким геологом Абрахамом Готлобом Вернером (1749 — 1817), який описав білосніжні до червонувато-білі землисто-шорсткі фрагменти як «чистий тальк» (карбонат тальку, природний карбонат магнію).
У 1808 році німецький мінералог Дітріх Людвіг Густав Карстен назвав мінерал магнезитом. За назвою хімічного елемента магнію (лат. magnesium).

## Загальний опис
Хімічна формула: Mg[CO3]. Внаслідок повного ізоморфізму Mg і Fe утворюють безперервний ряд з сидеритом, залізистий магнезит називають брейнеритом. Домішки: MnO і СаО до 2 %, СоО і NiO до 0,n %. Сингонія тригональна. Густина 2,96. Твердість 3,5-4,5. Спайність досконала по ромбоедру. Білого, сіруватого, жовтуватого кольору. Блиск скляний, чисті кристали прозорі.
Утворюється при гідротермальних процесах у доломітах та доломітизованих вапняках, серед серпентинітів, а також інфільтраційним способом при вивітрюванні серпентинітів.
Зустрічається як первинний мінерал у вивержених або осадових породах; метаморфізованих породах; рідко зустрічається в морських евапоритах, карбонатитах і гідротермальних жилах. Асоціація: тальк, антигорит, хлорит, доломіт, кальцит.
Поширення у світі: ном Магнісія, периферія Фессалія, Греція.
У муніцмпалітеті Бальдіссеро-Канавезе, П'ємонт, Італія. Великі кристали знайдені в Штирії та
Каринтії, Австрія. У Снарумі, район Бускерюд, Норвегія. Шахти в муніципалітеті Брумадо, штат Байя, Бразилія. У Канаді — провінції Британська Колумбія, Онтаріо. У США — штати Невада, Каліфорнія, Вашингтон. Великі родовища в провінції Ляонін, Китай, на Уралі (РФ), в Австрії (Вейтче в Альпах), Словаччині.
В Україні зустрічається рідко. Його виявили у Криворізькому басейні, на Донбасі (доломітні товщі та вапняково-магнієві скарни), у Придністров'ї, Передкарпатті.

## Різновиди
Розрізняють:
- магнезит аморфний (фарфороподібний тонкодисперсний різновид магнезиту);
- магнезит драглистий (агрегати магнезиту, складені з аморфних і прихованокристалічних індивідів);
- магнезит залізистий (магнезит, феромагнезит, який містить до 7,5 % FeO);
- магнезит кальціїстий (магнезит, який містить до 6,4 % CaO);
- магнезит кременистий (дрібнозерниста суміш магнезиту з кварцом);
- магнезит кристалічний (магнезит, складений з великих витягнутих кристалів. За своєю будовою нагадує грубозернистий мармур);
- магнезит манґанистий (магнезит, який містить до 7,5 % MnO);
- магнезит нікелистий (магнезит з родов. Хош, Китай, який містить до 37 % NiO).

## Використання
Магнезит використовують для виробництва вогнетривких та в'яжучих матеріалів у хімічній промисловості. Застосовується для виробництва вогнетривкої цегли, магнезіального цементу, одержання солей магнію тощо.
Магнієва руда.

Магнезит
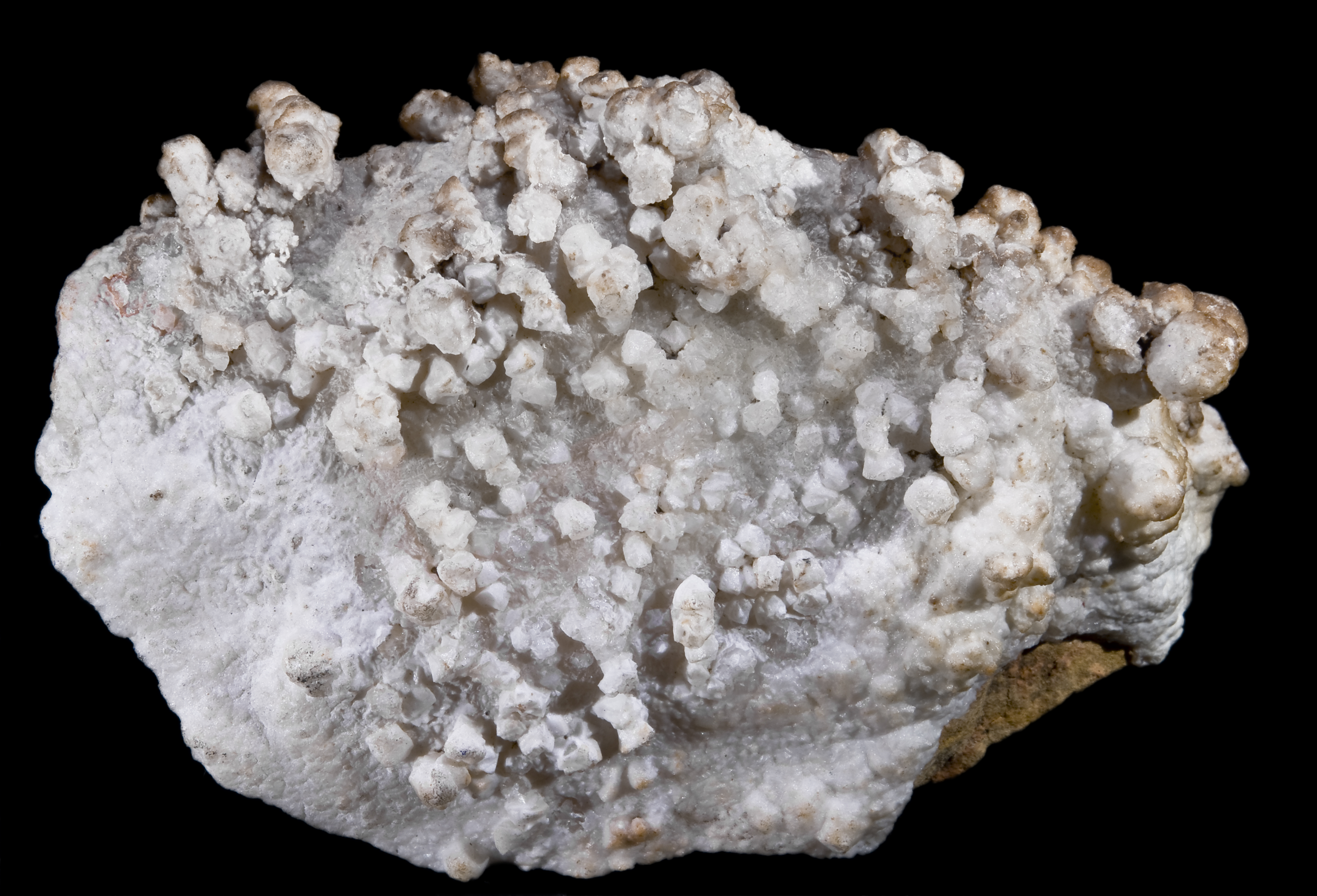
border
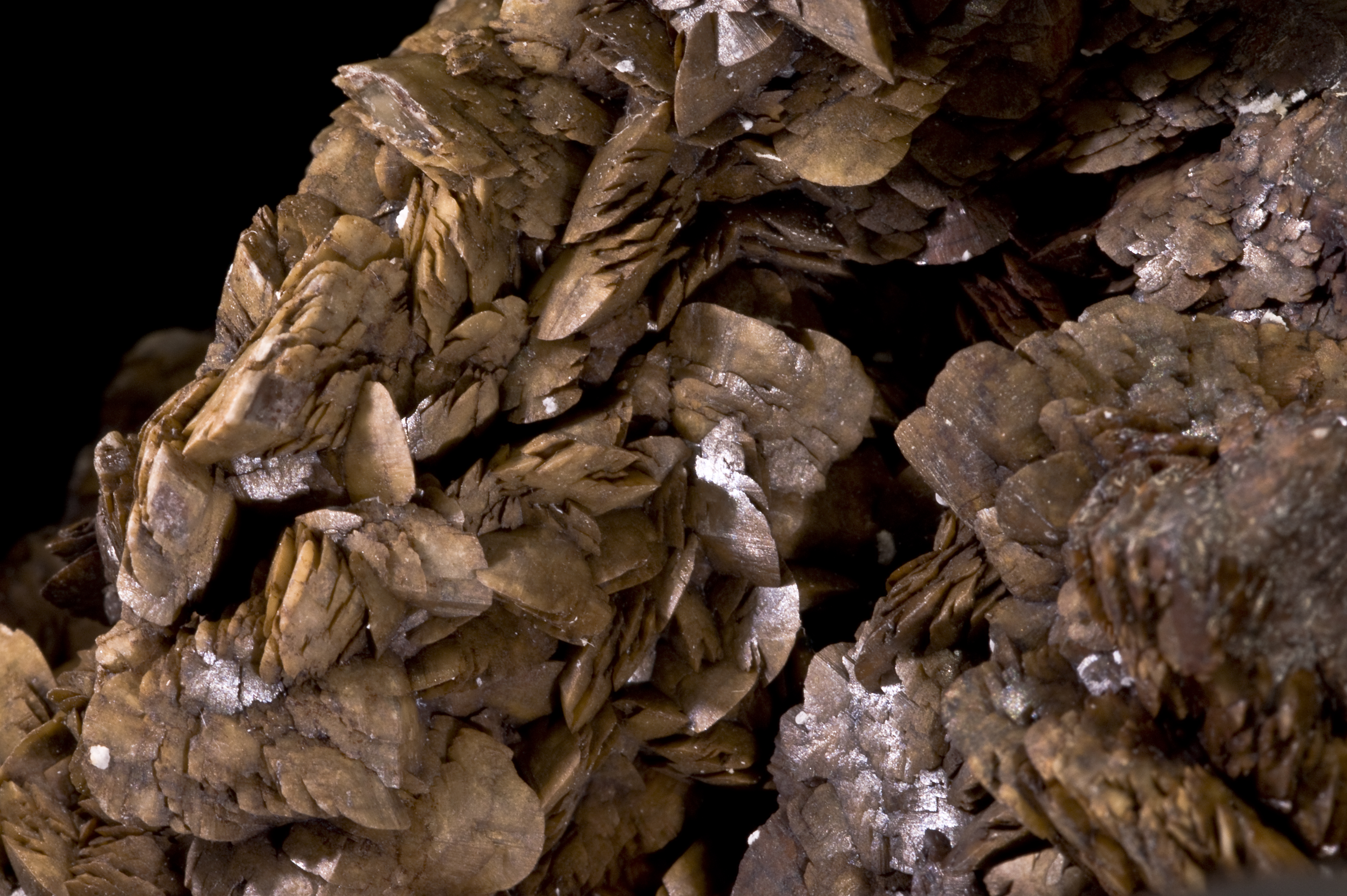
border
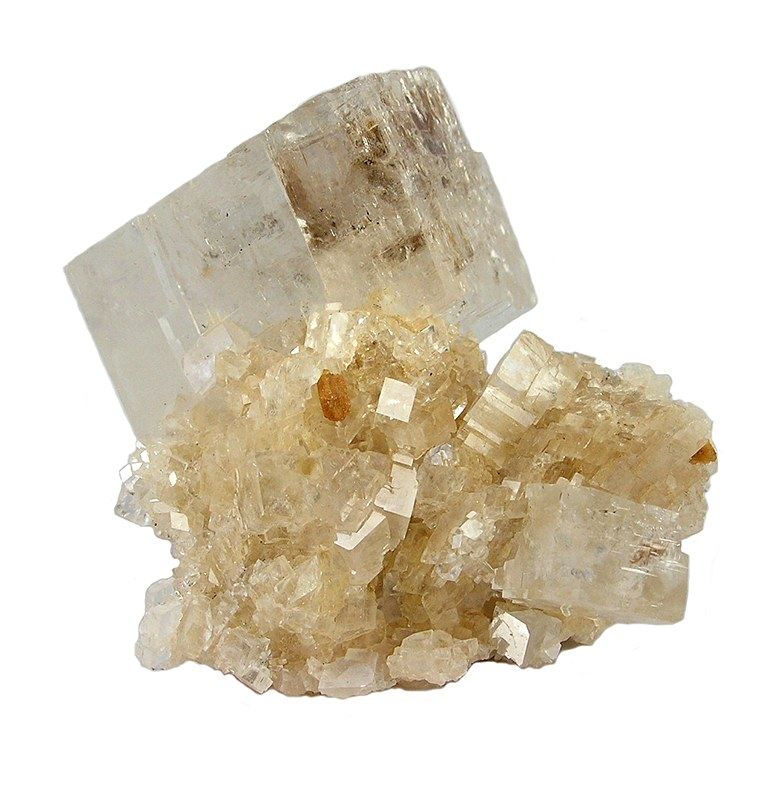
border